# ロック級フリゲート
ロック級フリゲート（ロックきゅうフリゲート、英語: Loch-class frigate）は、イギリス海軍のフリゲートの艦級。先行するリバー級をもとに急速大量建造に対応して設計され、1942年度戦時予算より建造を開始した。また後に防空艦としてのベイ級も派生した。

## 来歴
戦間期のイギリス海軍は、ロンドン海軍軍縮条約での制約が緩いスループを船団護衛に充当する方針で、グリムスビー級、ビターン級、イーグレット級、ブラックスワン級と順次に整備を進めていた。また局地防衛のための小型艦として、キングフィッシャー級も整備されていた。しかしこれらのスループはいずれも従来の軍艦を踏襲した複雑な設計を採用しており、第二次世界大戦勃発に伴う戦時急造への対応は難しかった。
このため、大戦勃発に伴い1939年7月に着手された戦時緊急計画では、まず局地防衛用として捕鯨船の設計を発展させたフラワー級コルベットが建造された。戦局の窮迫を受けて、同級は当初想定されていた近海域に留まらず、大西洋の戦いに広く投入されていたが、艦型の小ささと速力の遅さによる外洋行動能力の低さが顕在化したことから、同様の設計思想で大型化したリバー級フリゲートも建造されることとなり、1942年4月より順次に就役を開始した。
リバー級は実戦部隊に好評ではあったが、大型であるためにどうしても生産性が低く、建造数はフラワー級の半分程度に留まっていた。このことから、1942年10月、リバー級をもとにブロック建造方式を導入して急速大量建造に対応したフリゲートの開発が構想され、1943年1月には幕僚要求事項（TSD 1657/42）が認可された。これにより、1942年度戦時予算より建造が開始されたのが本級である。

## 設計
長船首楼型という船型はリバー級と同様だが、急速大量建造に対応して、構造は大きく刷新された。船体構造は、一般商船とあわせて縦式構造が採用された。また上記の通りブロック工法が導入されており、船体構造の80パーセントがブロック化された。造船官が派米されてアメリカ合衆国でのブロック工法の導入が図られており、鉄道・道路での輸送の便を考慮して、個々のブロックは寸法としては29フィート (8.8 m)×8フィート6インチ (2.59 m)×8フィート6インチ (2.59 m)、重量としては2.5トン以内に収まるように配慮された。また工作にあたっては溶接も導入されている。
機関はリバー級と同構成とされ、ボイラーはアドミラルティ式3胴型水管ボイラー、主機関は直立型直列4気筒3段膨張式のレシプロ蒸気機関による2軸推進艦である。また一部の艦では、パーソンズ式オール・ギヤード・タービンを搭載した。速力はリバー級とおおむね同程度で、基準状態で20.5ノット、燃料半量時で19.5ノット、満載状態で18.5ノット、ドック入り後半年・熱帯海域という状況では17ノットであった。一方、重油搭載量は724トンと増加したことから、航続距離は大きく延伸されており、15ノット巡航時で7,000海里と見積もられた。

## 装備
本級は一義的に対潜艦と想定されたことから、電波兵器としては271型レーダーと短波方向探知機（HF/DF）を搭載するものとされた。
艦砲としては45口径10.2cm単装高角砲（QF 4インチ砲Mk.V）1基を艦首甲板に搭載した。浮上潜水艦との交戦を想定し、1,000ヤード (910 m)の近距離目標にも射撃できるよう、甲板室上に架して搭載する形式とされた。高角機銃としては、当初計画ではアメリカ海軍式の56口径40mm連装機銃が予定されたが、Mk.51方位盤は小型艦にはそぐわないとして、39口径40mm4連装機銃（2ポンド・ポンポン砲）に変更された。またこれを補完する舷側装備の高角機銃としては、70口径20mm機銃を連装2基・単装2基搭載したが、70口径20mm連装機銃については後に多くの艦で56口径40mm単装機銃に換装された。
対潜兵器としては、新兵器であるスキッド対潜迫撃砲が搭載された。これに伴い、在来型の爆雷は、爆雷投射機2基と爆雷投下軌条1条、合計搭載数15発に削減された。

## 同型艦一覧
1942年度戦時予算より建造が開始されたものの、戦況の好転に伴って当初予定されていた大量建造は中止され、本級として竣工したのは28隻に留まった。26隻が対日戦向けの防空艦としてベイ級に振り替えられ、2隻が母艦に艦種変更したが、54隻が建造中止となった。
| 艦名                                     | 進水           | その後 |
| ---------------------------------------- | -------------- | --- |
| ロック・アカナルト HMS Loch Achanalt     | 1944年3月23日  | 1944年7月、カナダ海軍で再就役（艦名変わらず）、1945年返還。 1948年、ニュージーランド海軍「プカキ」として再就役、1966年解体。     |
| ロック・アクレイ HMS Loch Achray         | 1944年7月7日   | 1948年、ニュージーランド海軍「カニエレ」として再就役、1967年解体。                                                               |
| ロック・アルヴィ HMS Loch Alvie          | 1944年4月14日  | 1944年8月、カナダ海軍で再就役（艦名変わらず）、1945年返還。1965年解体。                                                          |
| ロック・アーカイグ HMS Loch Arkaig       | 1945年6月7日   | 1960年解体 |
| ロック・クラギー HMS Loch Craggie        | 1944年5月23日  | 1963年解体 |
| ロック・ダンビーガン HMS Loch Dunvegan   | 944年3月25日   | 1960年解体 |
| ロック・エック HMS Loch Eck              | 1944年4月25日  | 1948年、ニュージーランド海軍「ハウェア」として再就役、1966年解体。                                                               |
| ロック・ファダ HMS Loch Fada             | 1943年12月14日 | 1968年売却 |
| ロック・ファイン HMS Loch Fyne           | 1944年5月24日  | 1970年解体 |
| ロック・グレンドゥ HMS Glendhu           | 1944年10月18日 | 1957年解体 |
| ロック・ゴルム HMS Loch Gorm             | 1944年6月8日   | 1961年売却 |
| ロック・インシュ HMS Loch Insh           | 1944年5月10日  | 1963年、マレーシア海軍「ハン・トゥア」として再就役、1977年解体                                                                   |
| ロック・カトリーン HMS Loch Katrine      | 1944年8月21日  | 1949年、ニュージーランド海軍「ロトイティ」として再就役、1967年解体。                                                             |
| ロック・キリン HMS Loch Killin           | 1943年11月29日 | 1960年解体 |
| ロック・キリスポート HMS Loch Killisport | 1944年7月6日   | 1970年解体 |
| ロック・ローモンド HMS Loch Lomond       | 1944年6月19日  | 1968年解体 |
| ロック・モア HMS Loch More               | 1944年10月3日  | 1963年解体 |
| ロック・モリッチ HMS Loch Morlich        | 1944年1月25日  | 1944年7月、カナダ海軍で再就役（艦名変わらず）、1945年返還。 1949年、ニュージーランド海軍「トゥティラ」として再就役、1966年解体。 |
| ロック・コイック HMS Loch Quoich         | 1944年9月2日   | 1957年解体 |
| ロック・ルスベン HMS Loch Ruthven        | 1944年6月3日   | 1966年解体 |
| ロック・スカバイグ HMS Loch Scavaig      | 1944年9月9日   | 1959年解体 |
| ロック・シン HMS Loch Shin               | 1944年2月23日  | 1948年、ニュージーランド海軍「タウポ」として再就役、1961年解体                                                                   |
| ロック・ターバート HMS Loch Tarbert      | 1944年10月19日 | 1959年解体 |
| ロック・トラレイグ HMS Loch Tralaig      | 1945年2月12日  | 1963年解体 |
| ロック・ベヤティー HMS Loch Veyatie      | 1945年10月8日  | 1965年解体 |
| ロック・ボイスデール HMS Loch Boisdale   | 1944年7月5日   | 1944年11月、南アフリカ海軍「グッド・ホープ」として就役、1978年退役。                                                             |
| ロック・クリー HMS Loch Cree             | 1944年6月19日  | 1945年3月、南アフリカ海軍「ナタル」として就役、1972年退役。                                                                      |
| ロック・アルド HMS Loch Ard              | 1944年8月2日   | 1945年5月、南アフリカ海軍「トランスヴァール」として就役、1964年退役。                                                            |
| ロック・アシント HMS Loch Assynt         | 1944年12月14日 | 母艦に艦種変更され、1945年8月2日、「ダービー・ヘブン」として竣工。 1949年、イラン海軍「バブール」として再就役。                  |
| ロック・トーリドン HMS Loch Torridon     | 1945年1月13日  | 母艦に艦種変更され、1945年10月19日、「ウッドブリッジ・ヘブン」として竣工。 1965年解体。                                          |